# کرتلند (نبراسکا)
کرتلند(به انگلیسی: Cortland) شهری در ایالت نبراسکا کشور ایالات متحده آمریکا است که جمعیت آن در سرشماری سال ۲۰۱۰ میلادی، ۴۸۲ نفر بوده‌است.